# Miss France 1973
Miss France 1973 est la 43e élection de Miss France. Elle a lieu à l'Hôtel Méridien-Étoile, Paris, en décembre 1972.
Isabelle Krumacker, 17 ans, Miss Lorraine 1972 remporte le titre et succède à Claudine Cassereau, Miss France 1972 en remplacement de Chantal Bouvier de Lamotte.

## Classement final
| Résultats        | Candidates                           |
| ---------------- | ------------------------------------ |
| Miss France 1973 | - Miss Lorraine - Isabelle Krumacker |
| 1re dauphine     | - Miss Arcachon - Christine Schmidt  |
| 2e dauphine      | - Miss Flandre — Dany Coutelier      |
| 3e dauphine      | - Miss Corse — Lydie Morochi         |
| 4e dauphine      |                                      |

## Candidates
Les 40 candidates au titre étaient :
- Miss Agen
- Miss Alsace
- Miss Aquitaine
- Miss Arcachon - Christine Schmidt
- Miss Ardennes
- Miss Armagnac
- Miss Artois
- Miss Biarritz-Côte Basque
- Miss Bordeaux
- Miss Bretagne - Johanna Blondy[3]
- Miss Champagne
- Miss Charentes
- Miss Charolais
- Miss Corse - Lydie Morochi
- Miss Côte d'Amour - Françoise Gloaguen[4]
- Miss Côtes d'Armor - Mireille Le Goaziou[5]
- Miss Essonne - Catherine Brin[6],[7]
- Miss Finistère - Marie-Françoise Quéau[8]
- Miss Flandres - Dany Coutelier
- Miss Haute-Savoie
- Miss Île-de-France - Martine Fléty[6]
- Miss Isère
- Miss Jura
- Miss Lorraine - Isabelle Krumacker
- Miss Lyon
- Miss Maine-et-Loire - Dominique Lafont[9]
- Miss Normandie
- Miss Oise - Evelyne Pillon[6]
- Miss Orléans
- Miss Paris - Patricia Chapuis[6]
- Miss Poitou
- Miss Sainte-Maxime - Sylvaine Maze[6]
- Miss Sarthe - Patricia Vaudolon[10]
- Miss Tahiti - Moea Arapari
- Miss Thiérache
- Miss Toulouse
- Miss Touraine
- Miss Tours
- Miss Territoire-de-Belfort
- Miss Val-de-Marne - Michèle Rateau [6]